# Блеси
Блеси (фр. Blessy) насеље је и општина у североисточној Француској у региону Север-Па д Кале, у департману Па де Кале која припада префектури Béthune.
По подацима из 2011. године у општини је живело 857 становника, а густина насељености је износила 159,0 становника/km². Општина се простире на површини од 5,39 km². Налази се на средњој надморској висини од 29 метара (максималној 98 m, а минималној 21 m).

## Демографија
| 1962. | 1968. | 1975. | 1982. | 1990. | 1999. | 2011. |
| ----- | ----- | ----- | ----- | ----- | ----- | ----- |
| 550   | 600   | 583   | 586   | 661   | 631   | 857   |

График промене броја становника у току последњих година